# حقوق الإنسان في الصحراء الغربية
ترى حكومة المغرب أن الصحراء الغربية تشكل جزءًا من اقاليمها الجنوبية. وتعتبر الحكومة المغربية «جبهة البوليساريو» حركة انفصالية. 
من جهة أخرى تطالب جبهة البوليساريو  أنه وفقًا لقرارات الأمم المتحدة والاتحاد الأفريقي، فإن سكان الصحراء لهم الحق في تقرير مصيرهم، في إطار تصفية الإستعمار  و ترى  المملكة المغربية تحتل الصحراء بشكل غير قانوني و تخضعها لسيطرتها.
إلا أن في حقيقة أطروحة طرفين فيها مبالغة كثيرا و كل طرف أطروحته فيها حيز من برباغندة . حسب امم المتحدة صحراء الغربية إقليم جغرافي متنازع عليه بين المغرب و جبهة بوليساريو و هدا نزاع يعالج في ميثاق سادس من أمم المتحدة كا قضية سلم و أمن دولي . و بالتالي هدا نزاع لا يعالج كا قضية تصفية استعمار و بالتالي هو نزاع بيد مجلس أمن دولي التي يعتبر جهاز وحيد  التي يصدر قرارت سنوية فيما يخص هدا نزاع  و لا يوجد أي قرارات للأمم المتحدة في ما يخص هدا نزاع ماعدا قرار  واحد صادر من جمعية عامة امم متحدة سنة 1979 قبل أن يصبح ملف في يد مجلس امن دولي  كدالك  الاتحاد افريقي كان يصدر قرارات فيما يخص هدا نزاع قبل اتفاق وقف إطلاق نار و يصبح ملف في يد مجلس أمن دولي .  و بالتالي قرارات مجلس امن دولي هي صيغة قانونية لحل هدا نزاع و لهي قرارات ملزمة و تدعو طرفين نزاع المغرب و بوليساريو تفاوض بدون شروط مسبقة برعاية مبعوث شخصي لامم المتحدة لتوصل لحل سياسي توافقي و دائم يرطيهم معا .  و بالتالي إسثفثاء مستعبد و لا يدعو له مجلس امن دولي التي أصبحت كل قراراته مند 2002 الى يوم تدعو لحل سياسي توافقي . و يفضل تقرير مصير عبر حل سياسي يتفق عليه طرفين نزاع و يرضيهم معا . مستعبد تقرير مصير بي إسثفثاء . أما بوليساريو ليست حركة انفصالية بل جهاز يمثل ساكنة صحراوية موالية لها و معترف بها كا طرف في نزاع لكن لا تعتبرها أمم متحدة حكومة في منفى و لا تعترف بي جمهوريتها معلنة من طرف واحد في مقابل امم المتحدة لا تعترف بي سيادة المغرب على اقليم صحراء الغربية لكن تعترف بي مطالبه و تعترف به طرف في نزاع و ممثل للساكنة صحراوية موالية له  خصوصا و أن كل شيوخ قبائل و أعيانها موالية له . اما فيما يخص وضعية قانونية للحكم مغربي و جبهة بوليساريو للصحراء الغربية هي مسألة معقدة جدا . اتفاقية وقف اطلاق نار لا تشير للحكم المغربي  او حكم جبهة بوليساريو  بي عبارة احتلال بل فقط عبارة غرب برم و شرق برم .لهو وصف للجدار امني  اما قرارات مجلس امن دولي تستعمل نفس وصف. بي اضافة اتفاقية مدريد 1975 هي معاهدة نقل إدارة اقليم من اسبانيا للمغرب و التي اخدت جمعية عامة امم المتحدة علم بها . و كما وصف امين عام امم متحدة سنة 2000 بأن المغرب دولة الإدارة على اقليم صحراء غربية الا ان هدا يطرح عدة تساؤلات منها و ضعية قانونية للاراضي شرق جدار . 
لا تعترف أي من الاتحاد الأوروبي، والاتحاد الأفريقي، والأمم المتحدة بسيادة المغرب على الصحراء لكنها تقوم بمجموعة من استثمارات بشراكة مع الدولة المغربية لتنمية مناطق الصحراوية  
تعترف الولايات المتحدة و فرانسا و دول الخليج العربي و مجموعة كبيرة من الدول في غرب ووسط افريقيا مثل السنغال وبوركينا فاسو و كوديفوار بالسيادة  المغرب على منطقة الصحراء الغربية  بشكل رسمي و بي مراسيم رئاسية 
و تدعم فرنسا والولايات المتحدة و اسبانيا و اغلب دول أوروبية و إفريقية و أسيوية  خطة الحكم الذاتي في إقليم الصحراء الغربية تحت السيادة المغربية.

## حقوق الإنسان
نتج عن نزاع الصحراء الغربية انتهاكات جسيمة لحقوق الإنسان، أبرزها القصف الجوي بالنابالم والفوسفور الأبيض لمخيمات اللاجئين الصحراويين، وبالتالي نزوح عشرات الآلاف من المدنيين الصحراويين من البلاد، وطرد عشرات الآلاف من المدنيين المغاربة من الجزائر من قبل الحكومة الجزائرية ومصادرتها لأملاكهم قسريًا كرد فعل على المسيرة الخضراء، بالإضافة إلى انتهاكات حقوق الإنسان وانتهاكات جسيمة لاتفاقية جنيف من قبل كل من جبهة البوليساريو والحكومة المغربية والحكومة الجزائرية.
يتهم كل من المغرب والبوليساريو بعضهما البعض بانتهاك حقوق الإنسان للسكان الموجودين تحت سيطرة كل منهما، أي في الأجزاء التي يسيطر عليها المغرب في الصحراء الغربية ومخيمات تندوف للّاجئين في الجزائر على التوالي. يعتبر المغرب ومنظمات مثل «فرانس ليبرتي» أن الجزائر مسؤولة مباشرة عن أي جرائم تُرتكب على أراضيها، ويتهمونها بالتورط المباشر في مثل هذه الانتهاكات.
أُدين المغرب وانتُقد مرارًا وتكرارًا بسبب أعماله في الصحراء الغربية من قبل العديد من المنظمات غير الحكومية الدولية، مثل:
- منظمة العفو الدولية[10][11][12]
- هيومن رايتس ووتش [13]
- المنظمة العالمية لمناهضة التعذيب [14][15]
- فريدوم هاوس [16]
- مراسلون بلا حدود[17][18][19]
- اللجنة الدولية للصليب الأحمر
- مفوض الأمم المتحدة السامي لحقوق الإنسان [20]
- منظمة ديريتوس لحقوق الإنسان [21]
- الدفاع الدولي [22]
- فرونت لاين ديفندرز (المنظمة الدولية لحماية المدافعين عن حقوق الإنسان)[23][24]
- الاتحاد الدولي لحقوق الإنسان [25]
- مجتمع الشعوب المهددة[26][27]
- المجلس النرويجي للاجئين [28]
- مركز روبرت ف. كينيدي للعدالة وحقوق الإنسان [29][30]
- مركز القاهرة لدراسات حقوق الإنسان [31]
- الشبكة العربية لمعلومات حقوق الإنسان[32][33][34]

- الشبكة الأوروبية المتوسطية لحقوق الإنسان [35]

تلقت جبهة البوليساريو انتقادات من المنظمة الفرنسية «فرانس ليبرتي» بشأن معاملتها لأسرى الحرب المغاربة، وسلوكها العام في مخيمات اللاجئين في تندوف المذكور في تقارير المركز الأوروبي للاستخبارات الاستراتيجية والأمن. اتهم عدد من أعضاء البوليساريو السابقين الذين انضموا إلى المغرب المنظمة بانتهاك حقوق الإنسان وعزل السكان في مخيمات تندوف.
خلال الحرب (1975-1991)، اتهم الطرفان بعضهما باستهداف المدنيين. لم يحظ أي من هذه الادعاءات على الدعم في الخارج. رفضت الولايات المتحدة، والاتحاد الأوروبي، والاتحاد الأفريقي، والأمم المتحدة، إدراج جبهة البوليساريو في قوائمها ضمن المنظمات الإرهابية. يؤكد قادة جبهة البوليساريو أنهم يعارضون الإرهاب أيديولوجيًا، فقد أدانوا الهجمات الإرهابية، ووقعوا «اتفاقية منع الإرهاب ومكافحته»، تحت إطار الاتحاد الأفريقي.
وفقاً لمنظمة العفو الدولية في عام 2003، وهيومن رايتس ووتش في عام 2004، فإن حقوق الإنسان تتعرض للقمع في الأراضي التي يسيطر عليها المغرب في الصحراء الغربية. ورغم تحسن الوضع منذ أوائل التسعينيات، فإن التحرير السياسي في المغرب لم يكن له التأثير نفسه على الصحراء الغربية وفقًا لمنظمة العفو الدولية في عام 2004. عندما يتعلق الأمر بموقف مؤيد للاستقلال، فهناك ادعاءات من منظمات البوليساريو عن سوء معاملة وتعذيب على أيدي الشرطة، وتعرض المشتبه بهم من المعارضين للمضايقة. أفادت وزارة الخارجية الأمريكية في عام 2000 أن هناك اعتقالات تعسفية للصحراويين ولا توجد عمالة منظمة. ووفقًا لمجموعات البوليساريو فقد احتُجز سجناء الرأي في ظروف بائسة. يشكو بعض الصحراويين أيضًا من التمييز المنهجي لصالح المستوطنين المغاربة.
كان الرد المغربي على مظاهرات عام 2005 عدوانيًا للغاية، وأثار ردود فعل دولية. في محاكمة جماعية مُنتقدة في ديسمبر 2005، حُكم على 14 ناشطًا صحراويًا بارزًا بالسجن؛ وكان الكثيرون قد سبق احتجازهم. أُطلق سراح معظم هؤلاء السجناء في وقت لاحق بموجب مرسوم ملكي في ربيع عام 2006، ولكن أُعيد اعتقال بعضهم مرة أخرى.

## حقوق الإنسان في الصحراء الغربية الواقعة تحت سيطرة المغرب
إن أخطر الاتهامات الموجهة إلى الحكومة المغربية بشأن ارتكابها انتهاكات لحقوق الإنسان هي تفجيرات النابالم والفوسفور الأبيض في المخيمات المرتجلة للاجئين في الصحراء الغربية في أوائل عام 1976، ما أسفر عن مقتل مئات المدنيين، ومصير مئات المدنيين الصحراويين «المختفين» أيضًا الذين تحتجزهم قوات الجيش أو الشرطة المغربية، ومعظمهم خلال حرب الصحراء الغربية. ومن الاتهامات الأخرى تعذيب الصحراويين الذين يعارضون الاحتلال المغربي بشكل سلمي وقمعهم وسجنهم، وطرد الصحافيين الأجانب، والمدرسين، وأعضاء المنظمات غير الحكومية، والتمييز ضد الصحراويين في العمل واستغلال الموارد الطبيعية للإقليم.
في الدورة الخامسة عشرة لمجلس الأمم المتحدة لحقوق الإنسان، ندد «المامي عمار سالم» وهو سجين سابق، ومدافع عن حقوق الإنسان، والنائب الثاني لرئيس منظمة «جماعة المدافعين الصحراويين عن حقوق الإنسان»، بتعرض أكثر من 30,000 مواطن صحراوي للتعذيب على أيدي القوات المغربية منذ عام 1975.

### «المختفون»
في عام 2010، بقي نحو 520 مدنيًا صحراويًا «مختفيًا» على أيدي القوات المغربية، وفقًا لجماعات حقوق الإنسان؛ إذ يقدر البعض أن إجمالي عدد «المختفين» قد يصل إلى 1500 شخص. في الماضي، أنكر المغرب وجود أي من هؤلاء السجناء السياسيين، لكن في عام 1991 أطلق سراح نحو 200 سجين «مختفٍ»، كان الكثير منهم محتجزين في مراكز اعتقال سرية منذ منتصف السبعينيات. ومنذ ذلك الحين، لم يحدث المزيد من عمليات إطلاق السراح لأي من السجناء «المختفين». ذكرت منظمة العفو الدولية في تقرير عام 1999 أن:
«الرجال والنساء وحتى الأطفال الذين «اختفوا» في الصحراء الغربية جاؤوا من جميع مناحي الحياة. اعتُقل العديد منهم بسبب أنشطتهم المزعومة المؤيدة للاستقلال، ودعمهم لجبهة البوليساريو، ومعارضتهم للسيطرة المغربية على الصحراء الغربية. بينما اختفى آخرون، بمن فيهم كبار السن والأطفال، بسبب صلاتهم الأسرية بمعارضين معروفين أو مشتبه بهم لسياسة الحكومة المغربية في الصحراء الغربية». - تقرير منظمة العفو الدولية لعام 1999 

### فريدوم هاوس
في أواخر عام 2005، أدرجت منظمة فريدوم هاوس الدولية لمراقبة الديمقراطية انتهاكات المغرب لحقوق الإنسان. وكانت الانتهاكات المتعلقة بالعمليات السياسية هي: التحكم بالانتخابات، وعدم السماح للصحراويين بتكوين جمعيات سياسية (مثل المنظمات العمالية) أو منظمات غير حكومية. وتضمنت الورقة تقارير عن تدابير قمعية ضد المتظاهرين.

### منظمة العفو الدولية
بعد لفت الانتباه مرارًا وتكرارًا إلى انتهاكات حقوق الإنسان المزعومة في الصحراء الغربية الخاضعة للسيطرة المغربية، تلقت منظمة العفو الدولية في أبريل عام 2006، ردَين مُفصّلين من وزارة العدل المغربية. أعلنت الوزارة أن المدافعين عن حقوق الإنسان لم يتعرضوا للإيقاف أو الاحتجاز بسبب آرائهم، ولكن بسبب تورطهم في أفعال مخالفة للقانون. شددت الوزارة على أن حرياتهم المدنية الكاملة كانت مضمونة، وقدمت تفاصيل دقيقة بشأن التحقيقات الجارية في مزاعم التعذيب المتعلقة بحسين ليدري وإبراهيم النومرية. بالإضافة إلى ذلك، دحض الخطاب المزاعم المُحددة بالمضايقة والترهيب في ما يتعلق بالمتظاهرين الآخرين في الصحراء.